# 不再沉默
《不再沈默》是藝術家陳潔皓的著作，2016年出版，書中揭露其年幼時被性侵與虐待的經歷，以及他在重返創傷經驗後，學習如何與自我共存的過程。

## 書籍簡介
書籍一共分成五個章節
- 「回憶：苦難的開始」：3-5歲時，在奶媽寄宿遭性侵、虐待的經歷。
- 「回家：傷害的延續」：回到原生家庭後，照顧者的情感忽視與兄弟之間的摩擦。
- 「從遺忘到憶起」：成長過成中，創傷情緒的共鳴，以及在喚起創傷情緒後，如何面對原生家庭與加害者。
- 「尋找感覺與價值」：重返創傷經驗時，必需面對的分裂自我，以及從情緒與治療的過程，重新統合自我，找到自己的能動性。
- 「寫給在復原路上的你/妳」：以自身經驗，分享受創者在復原過程可能面臨的情境，以及周圍的人可以如何回應。[1]

## 社會影響
故事出版後，與「阿嬤家-和平與女性人權館」、「家扶基金會」等關注性侵議題的團體，共同合作喚起對社會大眾對此議題的關注，並提供求助管道與資源。
在出版書後，讀者來信傾吐創傷經驗；書寫網站亦成為受創經驗者交流分享個人經驗的平台。
透過創作藝術作品療癒創傷之過程，亦與作家幸佳慧合作繪本《蝴蝶朵朵》，教導兒童保護身體的重要性，以及如何避免性侵害。

## 外部連結
- 貓獅子工作室：給安娜的信（页面存档备份，存于）